# Megastethodon modestus
Megastethodon modestus är en insektsart som beskrevs av William Lucas Distant 1914. Megastethodon modestus ingår i släktet Megastethodon och familjen spottstritar. Inga underarter finns listade i Catalogue of Life.